# Agenor (Sohn des Phegeus)
Agenor (altgriechisch Ἀγήνωρ Agḗnōr) ist eine Gestalt der griechischen Mythologie.
Agenor war laut der Bibliotheke des Apollodor ein Sohn des Phegeus, Königs der (erst später so genannten) Stadt Psophis in Arkadien sowie der Bruder des Pronoos und der Arsinoë, die Alkmaion zum Ehemann genommen hatte. Alkmaion verließ Arsinoë und wollte später das Halsband und den Peplos der Harmonia für seine zweite Gemahlin Kallirrhoë in Psophis holen. Doch Agenor tötete auf Veranlassung seines Vaters mit Hilfe seines Bruders Pronoos den Alkmaion. Zeus ließ auf Bitten Kallirrhoës deren Söhne von Alkmaion, Amphoteros und Akarnan, rasch zu Jünglingen heranwachsen, die nun ihrerseits Agenor und Pronoos umbrachten, welche Harmonias Halsband und Peplos in Delphi hatten weihen wollen.
Pausanias nennt die Söhne des Phegeus Temenos und Axion, sowie deren Schwester Alphesiboia.